# Hwangcheolbong
Hwangcheolbong (koreanska: 황철봉) är en bergstopp i Sydkorea.   Den ligger i provinsen Gangwon, i den norra delen av landet, 140 km nordost om huvudstaden Seoul. Toppen på Hwangcheolbong är 1 384 meter över havet, eller 408 meter över den omgivande terrängen. Bredden vid basen är 6,5 km. Hwangcheolbong ingår i Sŏrak-sanmaek.
Terrängen runt Hwangcheolbong är kuperad västerut, men österut är den bergig. Runt Hwangcheolbong är det tätbefolkat, med 427 invånare per kvadratkilometer. Närmaste större samhälle är Sokcho, 14,5 km öster om Hwangcheolbong. I omgivningarna runt Hwangcheolbong växer i huvudsak blandskog.